# جورج قصاب
جورج قصاب (انگلیسی: George Butcher; ۲۵ اکتبر ۱۸۹۰ – ۱۱ ژانویهٔ ۱۹۷۰) بازیکن فوتبال اهل بریتانیا بود.
از باشگاه‌هایی که در آن بازی کرده‌است می‌توان به باشگاه فوتبال وستهام یونایتد، باشگاه فوتبال لوتون تاون، و باشگاه فوتبال سنت آلبنز سیتی اشاره کرد.